# 3-هيدروكسي ديكانويل- (أسيل-ناقل-بروتين) ديهيدراتاز
3-هيدروكسي ديكانويل-(بروتين حامل الأسيل) ديهيدراتاز ( EC 4.2.1.60 ، D -3-hydroxydecanoyl- [بروتين حامل الأسيل] ديهيدراتاز ، 3-هيدروكسي ديكانويل- بروتين حامل الأسيل ديهيدراز ، 3-هيدروكسي ديكانويل-بروتين حامل الأسيل ديهيدراتيز ، β- هيدروكسي ديكانويل ثيوإستر ديهيدريز ، بيتا- هيدروكسي بروتين حامل الأسيل ديهيدراتيز ، HDDase ، β-hydroxyacyl-ACP dehydrase ، ويسمى أحيانا باختصار Fab A . هو إنزيم  يحفز التفاعل الكيميائي التالي:
(1) (3 R ) -3-هيدروكسي ديكانويل- [بروتين ناقل أسيل] {\displaystyle \rightleftharpoons } trans -dec-2-enoyl- [بروتين حامل أسيل] + H2O
(2) (3 R ) -3-هيدروكسي ديكانويل- [بروتين ناقل أسيل] {\displaystyle \rightleftharpoons } cis -dec-3-enoyl- [بروتين ناقل أسيل] + H2O
هذا الإنزيم خاص بطول سلسلة مكونة من عشرة ذرات كربون C10. مثل هذه السلسلة هي عادة من نوع الأحماض الدهنية.

## اقرأ أيضا
- تخليق الأحماض الدهنية

## روابط خارجية
- 3-hydroxydecanoyl-(acyl-carrier-protein)+dehydratase في المكتبة الوطنية الأمريكية للطب نظام فهرسة المواضيع الطبية (MeSH).

قالب:Carbon-oxygen lyases